# متصورة نشيطة
المتصورة النشيطة (الاسم العلمي: Plasmodium vivax) هي نوع من الأسناخ الصبغية تتبع جنس المتصورة من فصيلة المتصورات. وهي طفيل أولي وممراض بشري. إنها المسبب الأكثر شيوعا لمرض الملاريا من بين خمسة أنواع الطفيليات التي تسبب الملاريا في البشر. إنها أقل حدة من المتصورة المنجلية، أكثرهم فتكا، لكن ملاريا المتصورة النشيط قد تؤدي إلى مرض شديد والموت نتيجة تضخم الطحال. تنتقل المتصورة المنجلية بواسطة بعوضة الأنفيل الأنثى.
تكون امبيبة الشكل وغير منتظمة وكبيرة الحجم وتشغل معظم حجم الكرية الحمراء المصابة كما تحوي هيولاها على حبيبات سوداء أو بنية مصفرة تعرف بالاصبغة البردائية، كما تسبب تنكّس خضاب الكريات الحمراء لحبيبات تعرف بحبيبات شوفنر. وتكون الامشاج الأنثوية متجانسة ومائلة للكرية المصابة وتصطبغ باللون الاحمر عند صبغها بصبغة جيمزا اما الامشاج الذكرية فتكون أصغر حجما وحاوية على نواة كبيرة وذات لون ازرق عند الصبغ بالصبغة المذكورة.